# Into Her Kingdom

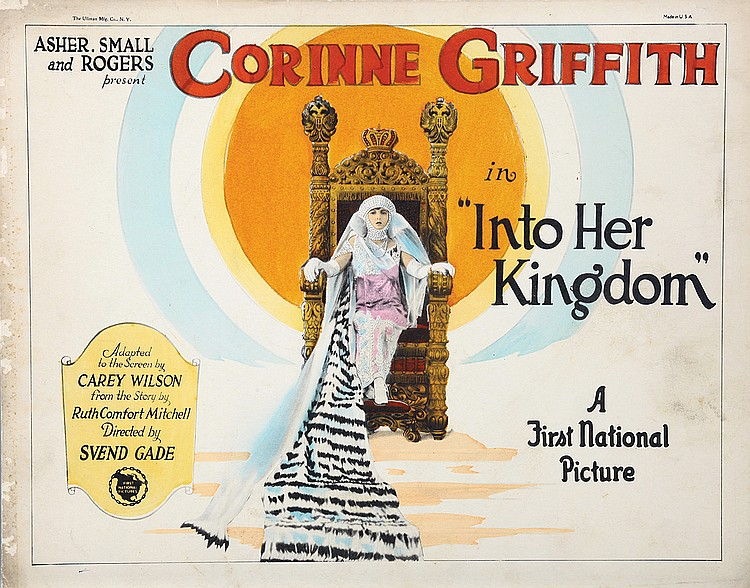
Affiche du film.

Into Her Kingdom est un film américain réalisé par Svend Gade et sorti en 1926. Le scénario s'inspire des évènements liés à la révolution russe. Il comporte une séquence en Technicolor.

## Fiche technique
- Réalisation : Svend Gade
- Scénario : Carey Wilson, William M. Conselman, d'après une histoire de Ruth Comfort Mitchell[1]
- Productrice : Corinne Griffith
- Photographie : Harold Wenstrom
- Genre : Romance[2]
- Distributeur : First National Pictures
- Durée : 7 bobines[3]
- Date de sortie : 
  - États-Unis : 8 août 1926

## Distribution

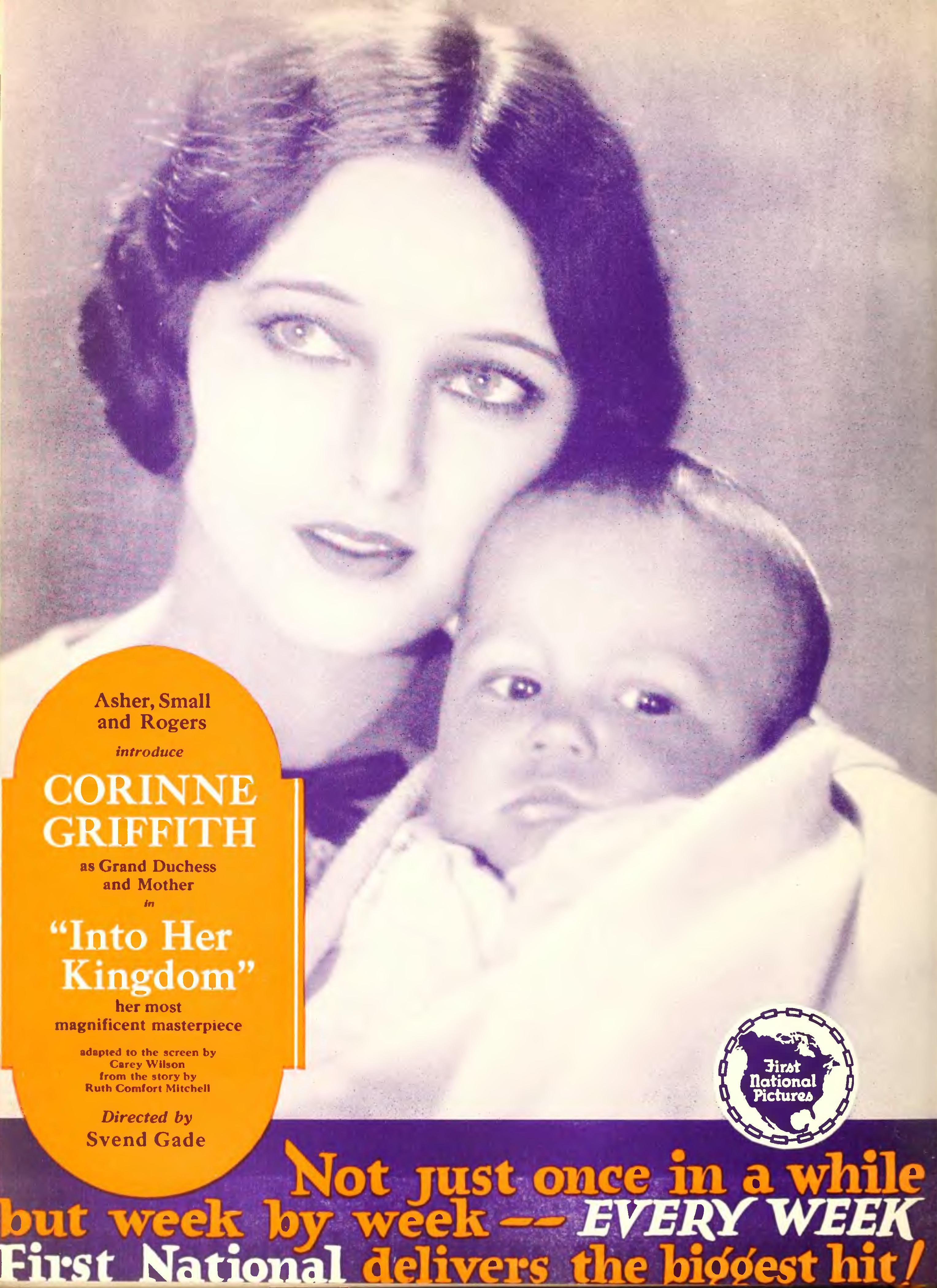
Annonce pour le film dans Motion Picture News.

- Corinne Griffith : Grande Duchesse Tatiana à 12 ans et 20 ans
- Einar Hanson : Stepan, à 14 et 22 ans
- Claude Gillingwater : Ivan, leur tuteur
- Charles Crockett : Senov
- Evelyn Selbie : mère de Stepan
- Larry Fisher : A Farmhand
- H.C. Simmons : Tzar Nicolas
- Ellinor Vanderveer (en) : Czarina
- Byron Sage : Zarevitch
- Tom Murray : garde Bolchevik
- Marcelle Corday : Tatiana's Maid
- Michael Pleschkoff : Court Chamberlain
- Max Davidson : Shoestring Salesman
- Allan Sears (en) : l'américain
- Mary Louise Miller : fille de Stepan et Tatiana
- Theodore Lodi : officier russe
- Alexander Ikonnikov : officier russe
- Nicholas Bogomoletz : officier russe
- George Blagoi : officier russe
- Gene Walski : officier russe
- Feodor Chaliapin Jr. : officier russe
- George Davis : officier russe